# Provincia di Düzce
La provincia di Düzce (in turco Düzce ili) è una provincia della Turchia.

## Geografia antropica

### Suddivisioni amministrative

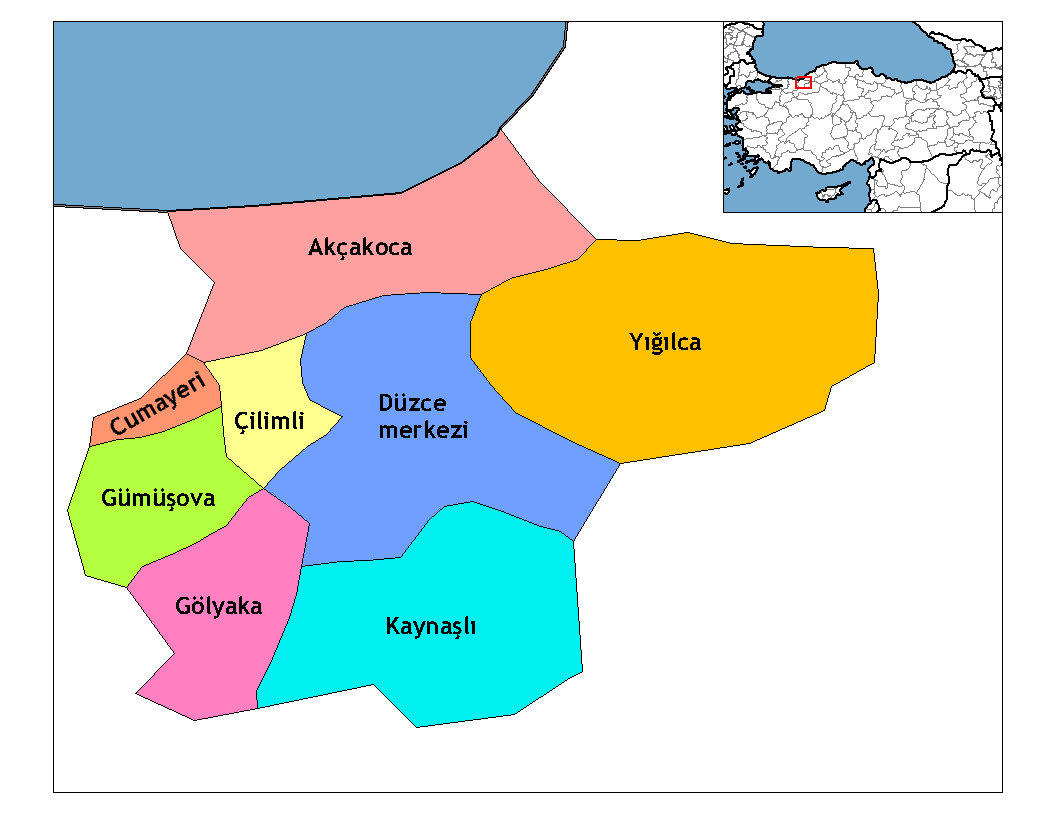
Distretti della provincia di Düzce

La provincia è divisa in 8 distretti:
- Düzce (centro)
- Akçakoca
- Çilimli
- Cumayeri
- Gölyaka
- Gümüşova
- Kaynaşlı
- Yığılca

Fanno parte della provincia 11 comuni e 301 villaggi.